# 山本康忠
山本 康忠（やまもと やすただ）は、安土桃山時代の武将。紀伊山本氏最後の当主。紀伊国龍松山城主。

## 略歴
永禄3年（1560年）頃、山本忠朝の子として龍松山城で誕生。永禄9年（1566年）、父・忠朝が死亡すると叔父・山本弘元との間で家督争いが起きる。弘元は小山氏、安宅氏らを近隣の国人を味方につけたが、重臣の田上朝康（右京進）とその一族らの活躍でこれに勝利し家督を継いだ。
天正13年（1585年）より羽柴秀吉より紀州征伐を受け、居城龍松山城にて3ヶ月間の籠城するも、翌年の和睦の席で藤堂高虎に謀殺されて山本氏は滅亡した。